# Wachlarek Belotta
Wachlarek Belotta, wachlarek niebieski, wachlarek Bellotta (Austrolebias bellottii) – gatunek ryby z rodziny strumieniakowatych (Rivulidae). Bywa hodowana w akwariach.

## Występowanie
Zasiedla wody dorzecza rzeki Rio de la Plata.

## Pożywienie
Wachlarek niebieski żywi się każdym rodzajem pokarmu.

## Warunki hodowlane
Powinien być hodowany w akwarium jednogatunkowym. Rośliny powinny być pierzaste, a na podłożu powinien leżeć dobrze wypłukany torf. Najlepszą wodą dla wachlarka Belotta jest woda miękka, lekko kwaśna i o temperaturze ok. 18,5 °C.
Wachlarek Bellotta należy do tych gatunków strumieniakowatych, które wykluwają się, dorastają, rozmnażają oraz umierają w ciągu jednego roku.